# هوندا سی‌بی۱۵۰آر
هوندا سی‌بی۱۵۰آر (انگلیسی: Honda CB150R) یک موتورسیکلت تک‌سیلندر خیابانی/نیکد از سری سی‌بی با حجم ۱۵۰ سی‌سی (۹٫۲ مکعب اینچ) است که توسط آسترا هوندا موتور در اندونزی در اواخر سال ۲۰۱۲ ساخته شده است. این موتورسیکلت اقتصادی‌تر ورزا در مجموعه موتورسیکلت‌های اسپرت آسترا هوندا موتور قرار دارد.

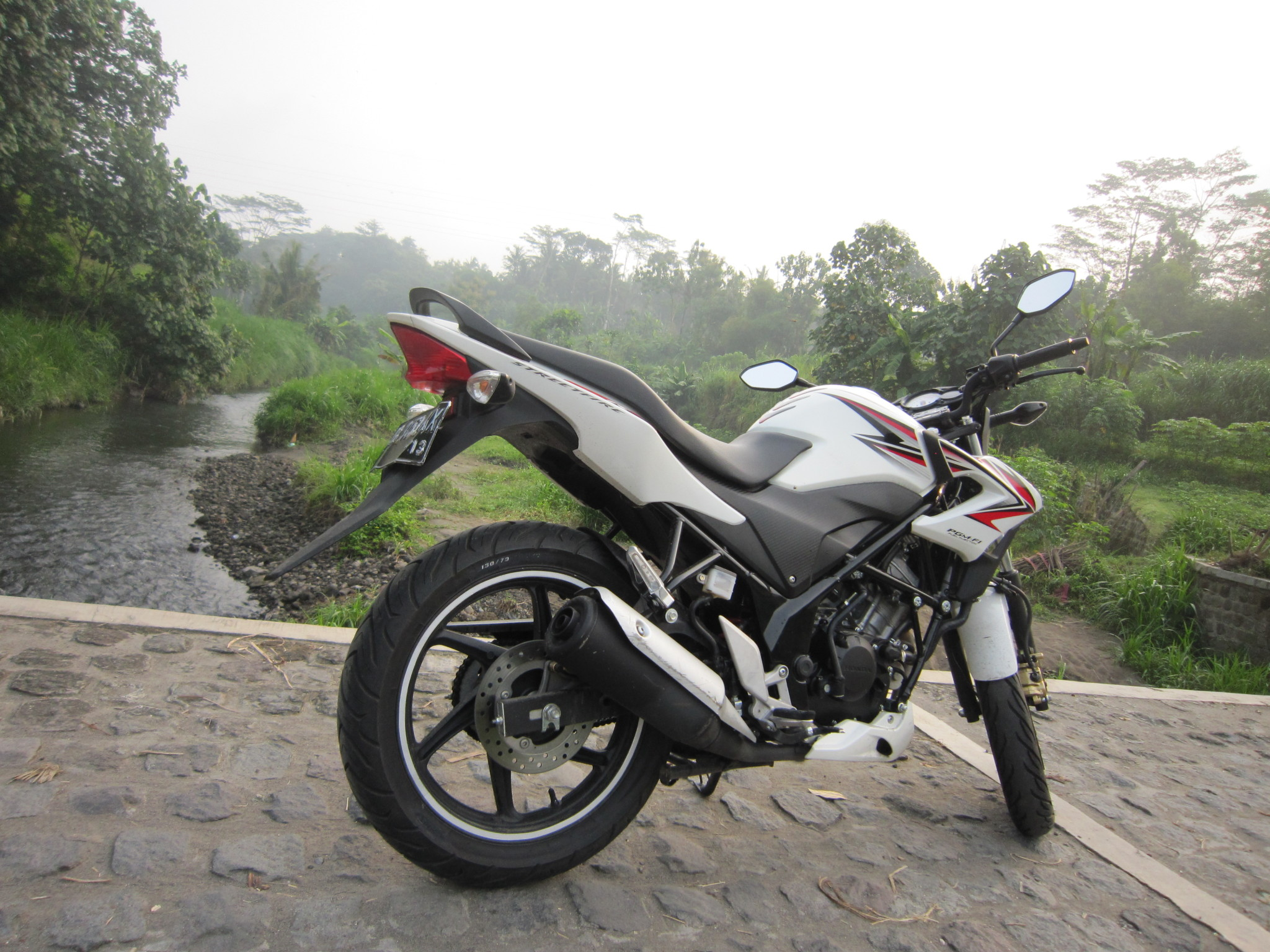
تصویر سی‌بی۱۵۰آر از عقب

این موتور حداکثر توان خروجی ۱۲٫۵ کیلووات (۱۶٫۸ اسب بخار؛ ۱۷٫۰ اسب بخار) در ۱۰٫۰۰۰ دور در دقیقه و حداکثر گشتاور ۱۳٫۱ نیوتن متر (۹٫۷ پوند بر فوت) در ۸۰۰۰ دور در دقیقه دارد. همچنین ادعا می‌شود که شتاب ۰ تا ۲۰۰ متر (۶۵۶٫۲ فوت) در ۱۰٫۶ ثانیه و حداکثر سرعت ۱۲۲ کیلومتر در ساعت (۷۵٫۸ مایل در ساعت) می‌باشد.